# Bol.de

bol.de-Logo seit 2018

bol.de-Logo von Juni 2016 bis 2018

bol.de-Logo bis Juni 2016

bol.de ist eine Marke der Thalia Bücher GmbH, unter der mittels Onlineshop Artikel aus den Sortimenten Buch, E-Book, E-Book-Reader, Musik, Film, Software, Games und Spielwaren angeboten werden.

## Geschichte
Gegründet wurde bol.de im Jahr 1999 als Tochterunternehmen der Bertelsmann DirectGroup. Zuvor war eine Übernahme von 30 % an Amazon durch Bertelsmann gescheitert. Die Abkürzung bol (Bertelsmann Online) wurde im Zuge der Gründung von AOL Europe als reine Buchstabenkombination durch Bertelsmann geschützt. bol sollte als Mediastore überall außerhalb der USA mit amazon.com in Wettbewerb treten, in den USA sollte dies die Bertelsmann-Beteiligung barnesandnoble.com tun. 1999 wurden Onlineshops in Frankreich (4. Februar), Großbritannien (3. März) und den Niederlanden (30. März) auf Basis der Software Intershop enfinity gestartet.
Im Sommer 2002 wurde der Vorstandsvorsitzende der Bertelsmann AG Thomas Middelhoff abgelöst. Unter seine Ägide war bol gegründet worden. Nach der Ablösung Middelhoffs wurden viele Internet-Aktivitäten von Bertelsmann geschlossen. Im Zuge dessen wurde bol.de im Dezember 2002 an die Buch.de Internetstores AG verkauft. Die Bertelsmann DirectGroup erhielt im Gegenzug eine Beteiligung von 25,1 % an der Buch.de Internetstores AG, die sie zwei Jahre später auf 26,7 % aufstockte.
Bis Juni 2016 hatte bol.de geschichtlich bedingt dasselbe Logo wie der niederländische Internetbuchhändler bol.com. bol.com gehörte ursprünglich zu gleichen Teilen der Verlagsgruppe Georg von Holtzbrinck und der Verlagsgruppe Weltbild. 2009 wurde bol.com an den niederländischen Investmentfonds Cyrte Investments verkauft. bol.com gehört seit 2012 zum niederländischen Supermarktkonzern Koninklijke Ahold.
Im März 2015 wurde Buch.de Internetstores auf die Thalia Bücher GmbH verschmolzen, die die Marke fortführt.